# Conrebbersweg
Conrebbersweg is een woonwijk in Emden, genoemd naar een  laatmiddeleeuwse konings- of handelsweg in Oost-Friesland. 
De oorspronkelijke Conrebbersweg (ook wel Konrebbersweg) is op zijn beurt genoemd naar de legendarische 8e-eeuwse Friese koning Radboud. Er waren meerdere wegen die deze naam droegen; daarnaast zijn er in Oost-Friesland enkele Radbodsbergen, waar Radboud volgens de sagen begraven zou zijn.  
De Conrebbersweg liep vanaf het haventje bij de Knock aan de Eems naar Emden via de voormalige herberg Doodshörn (tegenwoordige een boerderij) bij Twixlum, waar een brug over over Knockstertief lag. Volgens een bericht uit 1831 liep hij vanaf dat punt vijf kwartier gaans (6 à 7 km) kaarsrecht naar het oosten, om dan naar Emden af te buigen. De Conrebbersweg is nog altijd voorhanden; hij wordt onderbroken door de rondweg rond Emden en eindigt in de gelijknamige stadswijk.
Volgens de sagen werden de Radboudswegen gebruikt door koning Radboud en had hij ze laten aanleggen. Een 19e-eeuwse theorie stelt dat deze wegen naar de middeleeuwse vergaderplaats bij de Upstalsboom leidden. Een andere theorie stelt dat het om heilige wegen uit de prehistorie gaat. Veel van deze verhalen moeten echter met een flinke korrel zout worden genomen.
De archeoloog Herre Halbertsma stelt dat de Konrebbers- of Roboderwegen in de regel "van niets naar nergens lopen". Het ging volgens hem om dichtgeslibde riviertjes, natuurlijke kreekruggen of zandruggen die waren verborgen onder het veen.  
In de meeste gevallen, zoals de Conrebbersweg bij Emden, was echter wel degelijk sprake van een herkenbaar wegtracé. De Conrebbersweg was 8 tot 10 meter breed en voorzien van sloten aan weerszijden. Hij maakte vermoedelijk deel uit van een middeleeuwse handelsweg of Stadsweg van Emden naar Groningen, waarlangs ten minste sinds de 15e eeuw veetransporten plaatsvonden. Aurich was een belangrijke markt voor rundvee, dat in de nazomer naar Groningen werd gedreven om daar voor de verkoop te worden afgemest. De oversteekplaats bij de Knock (Knocka) wordt al genoemd in 1285, het veer bij Oterdum in 1451, het haventje ter Koncken in 1464. 
Ook de middeleeuwse handelsweg of Oldeweg van Emden naar Leer staat sinds de 18e eeuw bekend als Conrebbersweg. Deze maakte oorspronkelijk deel uit van de zogenaamde Friese Weg, die in de middeleeuwen van Münster via Rheine naar Emden en vandaar naar Norden leidde. Oudfriese teksten uit de 11e of 12e eeuw maken al melding van drie handelswegen die vanuit het binnenland naar de steden Stavoren, Emden en Jever liepen. Deze Friese weg speelde eveneens een belangrijke rol bij de veehandel. Een nevenroute was kennelijk de Tjaddeweg in het Rheiderland, die vanaf Jemgumkloster tot Ditzum te reconstrueren is, maar oorspronkelijk mogelijk doorliep tot Nesserland bij Emden.  
Ook de Lüdeweg of Knechteweg, die van Papenburg via Völlen, Ihrhove en Breinermoor door het laagland achter de Eemsoever liep, stond soms bekend als Conrebbersweg. Hij sloot aan bij de handelsweg tussen Leer en Oldenburg. Aan deze handelswegen herinnert de straatnaam Conrebbersweg te Ihrhove, Leer en Neermoor.  
Bij de kasteelruïne van de Sibetsburg in het huidige Wilhelmshaven bevond zich volgens een kaart uit 1692 een voormalige landweg die K[önig] Robotes of Robodes wech werd genoemd en zuidwaarts naar de Robodes Werff liep. Hiernaar is Robodesweg in de wijk Siebethsburg genoemd. 
Bronnen uit de 19e eeuw maken verder nog melding van een Röbbels- of Rabbelsweg te Manslagt (kennelijk de huidige Rottevallsweg) en van enkele Roboder- of Conrebberswegen in het laagland ten zuidwesten van Aurich. De Rapelsberg bij Varel-Neuenwege, vermeld in 1793, wordt soms in verband gebracht met een middeleeuwse route door het hoogveen.
In Hinte werd een nieuwe straat Radbodweg genoemd. Aurich, Berumbur, Norden en Esens hebben een Radbodstraße, Emden een Radbodplatz. 

## Geschiedenis

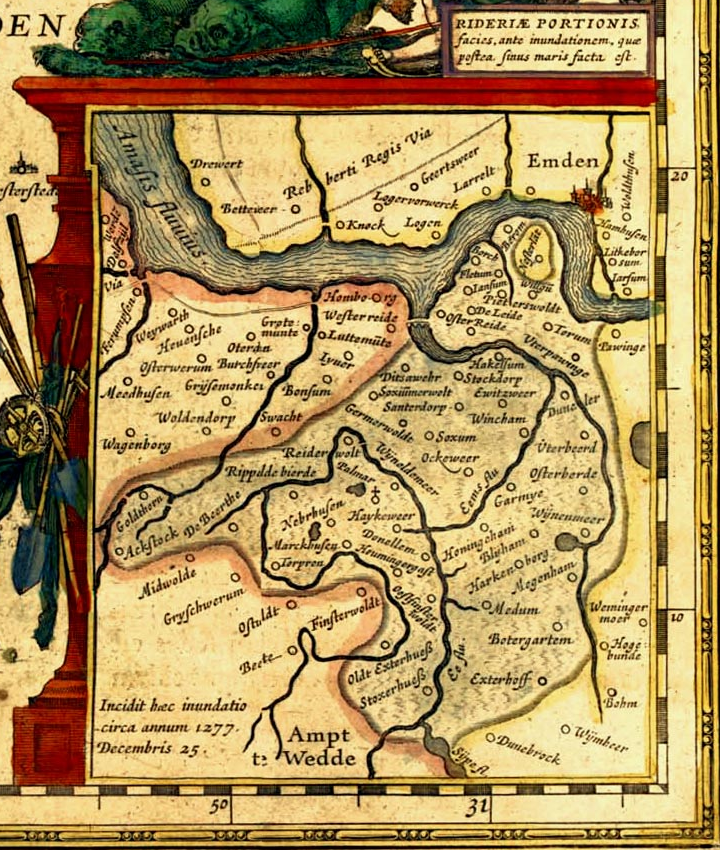
Kaart van het verdronken Reiderland uit 1574, hier in de gedrukte versie van Johannes Fabricius, 1592, zoals overgenomen in de atlassen van Joan Blaeu. Boven de Rebberti Regis Via. Elders op de kaart is ook de voortzetting naar Groningen getekend.

Een Konig Rebbeldes wech, Rabbodes weg, Redboldes weghe of Rebbyes wech bij Groß-Midlum, Westerhusen en Emden wordt voor het eerst genoemd in 1448. Hij wordt afgebeeld op de fantasierijke Dollardkaart van Jacob van der Mersch uit 1574 (namelijk als Konink Rebberts wech alias Rubbodi) en op de hierop gebaseerde kaart van Oost-Friesland door Johannes Florianus uit 1592.
 

Het verhaal ging dat koning Radboud ooit een burcht op het eiland Bant had bezeten. Dit was een hallig-eiland voor de kust bij Norden, dat in de 17e eeuw in zee is verdronken. Hier zou het beginpunt van de Radboudsweg zijn geweest. Deze sage duikt omstreeks 1550 voor het eerst op bij de kroniekschrijver Eggerik Beninga. Deze schrijft dat Rebbolt, naar wiens naam de weg verwijst, in het Latijn Riggoldus of Rabbodus werd genoemd. Hij was "een wret boese tiranne" van Deense of Noorse afkomst. De Oudfriese bronnen berichten dat hij de inwoners dwong stroppen om hun hals te dragen en lage buitendeuren te bouwen, waardoor ze telkens voor de koning van het Noorden moesten bukken. Vanuit zijn kasteel voer hij naar Noorwegen en weer terug:
Bouwede ock ein starck huis in Oestfreeslandt an de sze (zee-) kant by enem vlecke Norden, de Bandt genömet, to welchem he mit schepen to und aff ut Norwegen reysen kunde.
Een andere kroniekschrijver, Ernst Friedrich von Wicht, bericht omstreeks 1583 dat koning Radboud vanaf zijn kasteel langs de Via Radbodi over het wad en door het water naar het vasteland reisde. Vanaf het eiland kon hij - zo vulden anderen aan - snel wegvluchten naar zijn woonplaats Stavoren of naar het mysterieuze eiland Fosetesland (Helgoland), dat men aanvankelijk op Ameland of Juist, of in de Wezermonding meende te kunnen zoeken.
Of deze verhalen algemeen bekend waren, of dat het om geleerde fantasie ging, weten we niet. Abel Eppens vertelt in 1584 dat het bij onweer flink kon spoken langs de Koninck Rabboti wech bij Emden. Deze Koninck Rebberswech liep volgens hem aan de oostkant van de stad verder langs het Joedenkerckhoff te Uphusen. Ook zijn landgenoot Johan Rengers van ten Post kende het verhaal van de Koning Radbods wech, waarlangs de noormannen vanaf de Knock via Larrelt en Groß-Midlum landinwaarts waren getrokken. Een landregister uit de 17e eeuw spreekt over de Koningk Robbers wegk.
  

De predikant en oudheidkundige Jakob Isebrands Harkenroht gebruikt in 1712 voor het eerst het woord Konrebbersweg. 
Ter deezer plaatse by de Knok staande/ moet ik ook net een woord aanroeren / dat hier ontrent de Friesse konink Radbodus zijn eigen weg in Friesland over de Eems naa't Eiland Fostilandia gehad hebbe / in Konrebbersweg nog bekent.
Zijn broer Eilhardus Folkardus Harkenroht hoorde van de bewoners van het eiland Nesserland in de haven van Emden dat Radboud ook daar zijn weg had gehad, waarvan men het verloop nog kon aanwijzen. Daarnaast bracht Eilhardus in 1721 ook de Rabbelsberg bij Dunum, waarover Jakob al had geschreven, in verband met de Friese koning. Hij zorgde er verder voor dat Beninga's kroniek met het verhaal over het kasteel in de Eemsmonding in 1723 in druk verscheen. 
Hofkapelaan Johann Friedrich Bertram berichtte in 1735 over een Konrebbers Weg "in den Wolden", dat is het laagland bij Aurich. Ook in Völlen trof hij zo'n Konrebbers Weg, waarvan hij meende dat die via Stickhausen, Uplengen en Friedeburg naar Jever had gelopen, of wellicht nog verder. In de heruitgave van het boek uit 1787 wordt ook Marienhafe genoemd. Deze plaats vormde volgens een ambtelijk rapport uit 1735 het eindpunt van een (veronderstelde) middeleeuwse processieweg voor de Mariaverering, de Oldeweg of Koenrebbers-Weg, die bij de Plytenberg te Leer begon en via naar het klooster Thedinga te Nüttermoor liep. Ambtman Stephan Ketteler van Leerort meende dat de Plytenberg de meest verheven plaats van Oost-Friesland was, omdat hier volgens hem al sinds mensenheugenis manifestaties werden gehouden. Deze opmerking verscheen in 1758 vor het eerst in druk.

### Na 1800
Langzamerhand kwamen er steeds meer Radboudwegen. Maar het verhaal van koning Radboud werd steeds ongeloofwaardiger bevonden. De Groningse oudheidkundige Nicolaas Westendorp sprak in 1819 zijn twijfel uit:
 

Het is een vreemd verschijnsel, dat er van deze Kon-Rebbers-wegen bij het volk vele overleveringen zijn; en dat er bij de geringe volksklasse een zekere vrees en eerbied voor dezelve heerscht, zoodat de reiziger er met eene soort van huivering aan denkt.

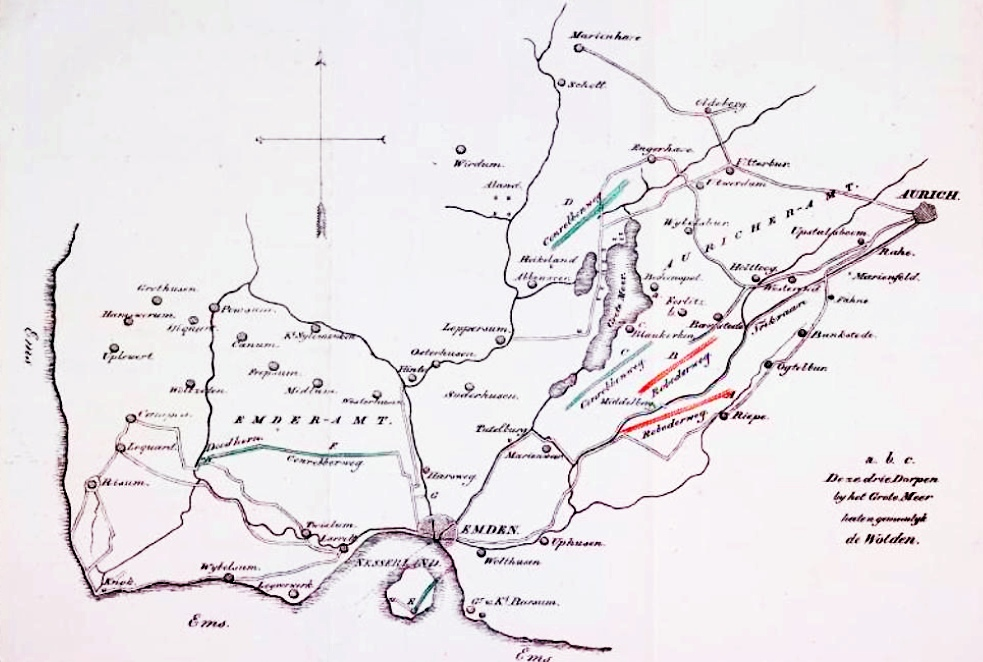
Conrebberswegen rond Emden en Aurich, getekend door Nicolaas Westendorp naar een ontwerp van Friedrich Arends, 1823.

Westendorp kwam daarom met een alternatieve verklaring: volgens hem liepen alle Radboudswegen naar de Upstalsboom, waar de middeleeuwse Friezen jaarlijks bijeenkwamen om hun wetten vast te stellen en conflicten bij te leggen. En die oude wetten garandeerden dat de mannen die zulke bijeenkomsten bezochten langs veilige wegen moesten kunnen gaan.
De publicist Friedrich Arends reconstrueerde in 1823 en 1824 een heel netwerk van Conrebbers-, Robodes- en Rabbelswegen. Waar kunnen ze anders heenleiden dan naar de Upstalsboom, schreef hij aanvankelijk. Ook elders worden dergelijke wegen koningswegen genoemd. Later kwam hij hierop terug. Bij nader inzien ging het volgens hem om heilige wegen uit de prehistorie, die heidense offerplaatsen en grafheuvels met elkaar verbonden en waaraan later pas later de naam van Radboud werd verbonden. Deze gedachte zette zich in Oost-Friesland door. Hij werd in 1889 verder uitgewerkt door de lutherse predikant Oltman Bracklo te Werdum. Ook de Oldenburgse archivaris Georg Sello betoogde in 1921 dat het eigenlijk om heidense sagen over de Wilde Jacht ging, die met de middeleeuwse overlevering over koning Radbod verweven waren geraakt.

### Radbodswegen elders
De Conrebbersweg bij Emden kan worden gezien als de voortzetting van de Stadsweg van Groningen naar Oterdum (later Termunterzijl). Tussen deze plaats en Knock bestond een veerdienst. Kaarten uit het einde van de 16e eeuw laten de weg doorlopen in de provincie Groningen.
Bij Marum in het Westerkwartier werd de Hoofdweg in de 19e eeuw Robbelweg, soms ook Hobbelweg genoemd. Bij Rijswijk was in 1283 sprake van een Rabboutsdiic; ook bij Schagen bevond zich een Radboudsdijk.

## Sagen
Kornelis ter Laan, Eilina J. Huizenga-Onnekes en Friedrich Sundermann vermelden Groningse en Oost-Friese sagen, volgens welke koning Radboud meerdere lange rechte wegen liet aanleggen die allemaal naar de Upstalsboom zouden lopen. Deze wegen zouden het evenbeeld vormen van de hemel, wanneer men een rechte lijn denkt langs de Melkweg. Ook zou Radboud in de oudejaarsnacht op zijn paard langs de wegen razen, waardoor de schuurdeuren open zouden springen. Na afloop van de Wilde Jacht sluiten deze zich weer vanzelf. Bij de Knock geeft hij zijn paard de sporen en in één sprong springt hij over de Eems.

## Wijk
De woonwijk Conrebbersweg te Emden is genoemd naar de historische weg.